# Liste des voies de Paris se référant à un nom de femme
Cet article recense les voies de Paris se référant à un nom de femme.

## Généralités

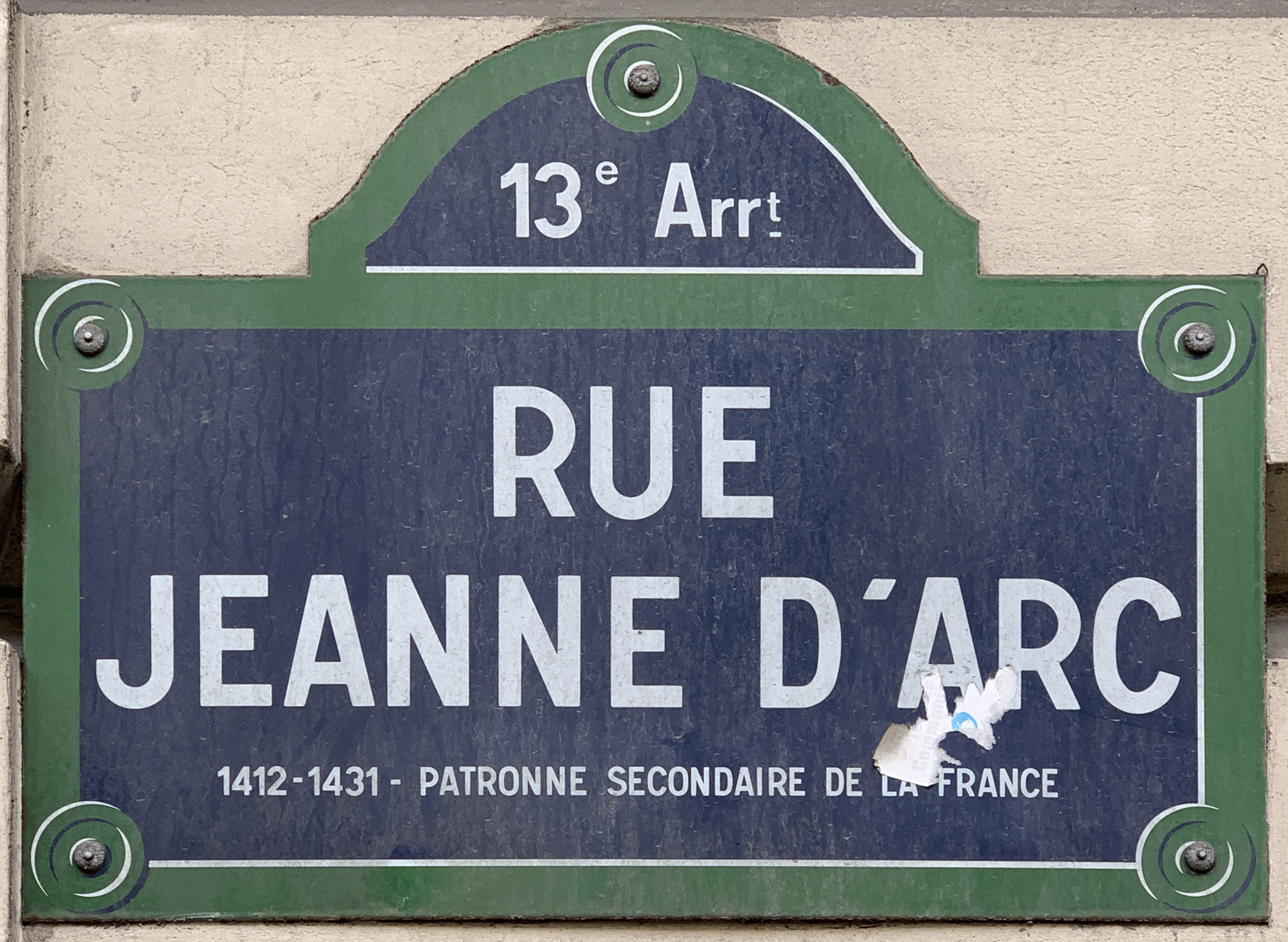
Rue Jeanne d'Arc, 13e.

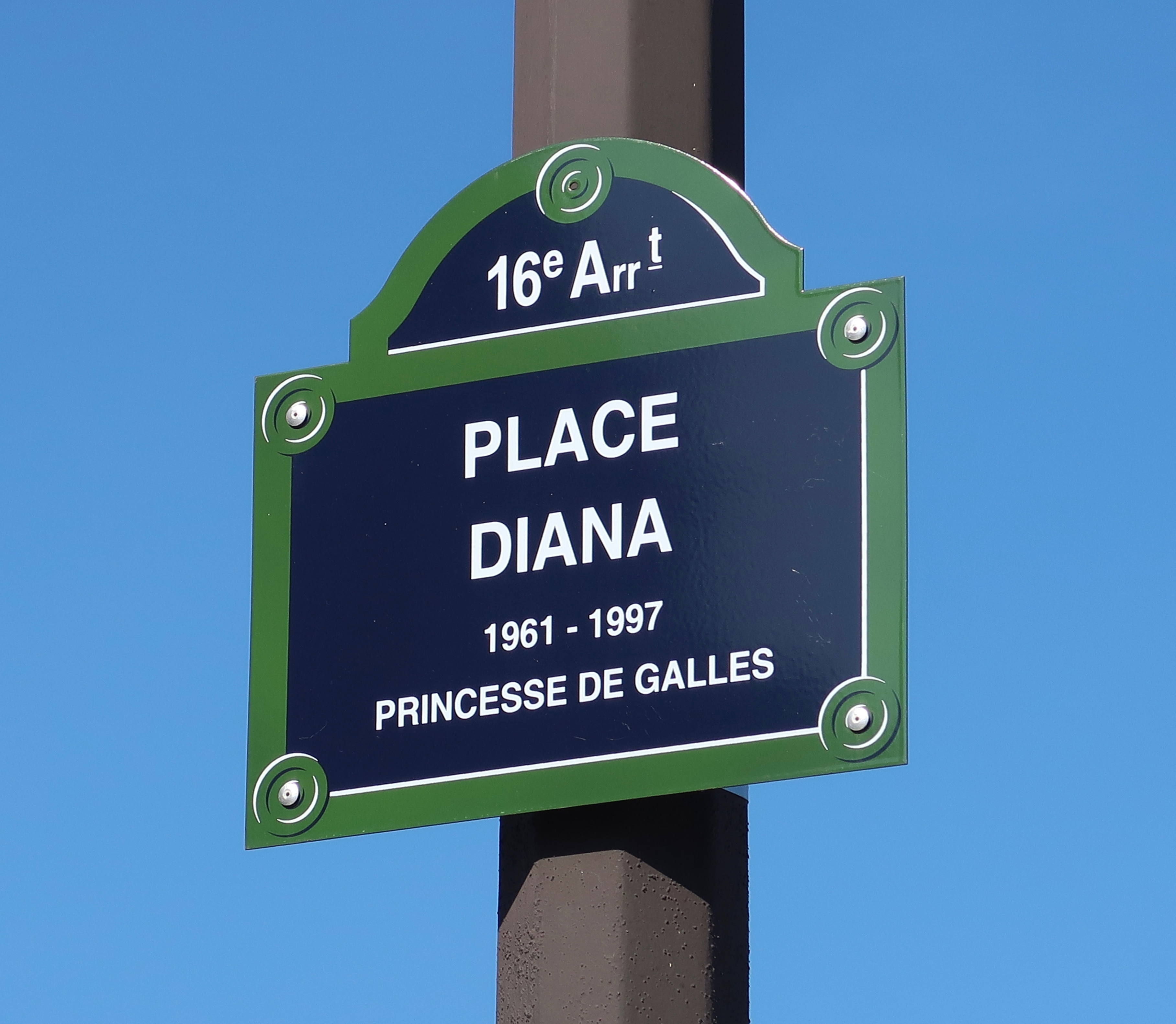
Place Diana, 16e.

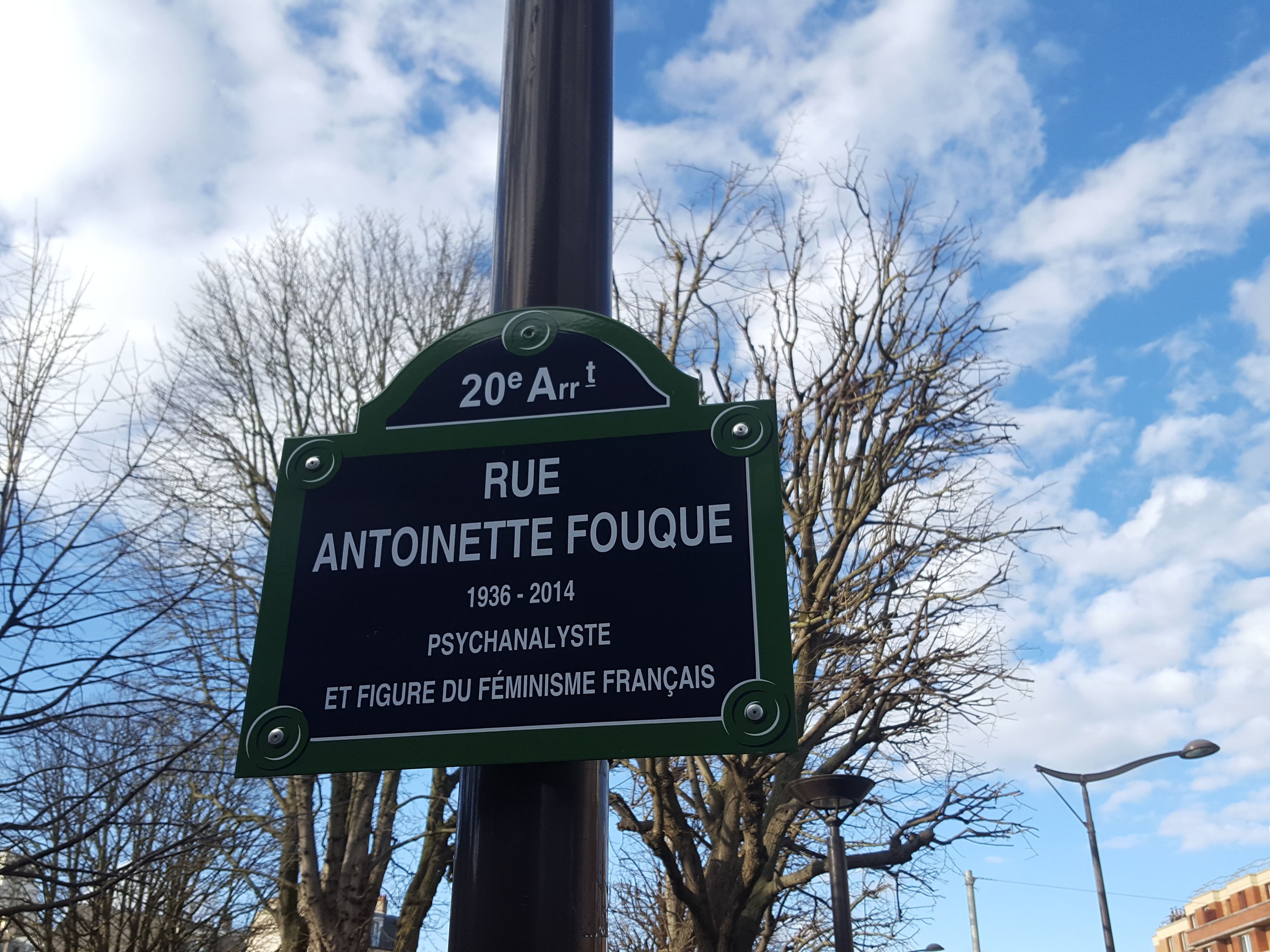
Rue Antoinette Fouque, 20e.

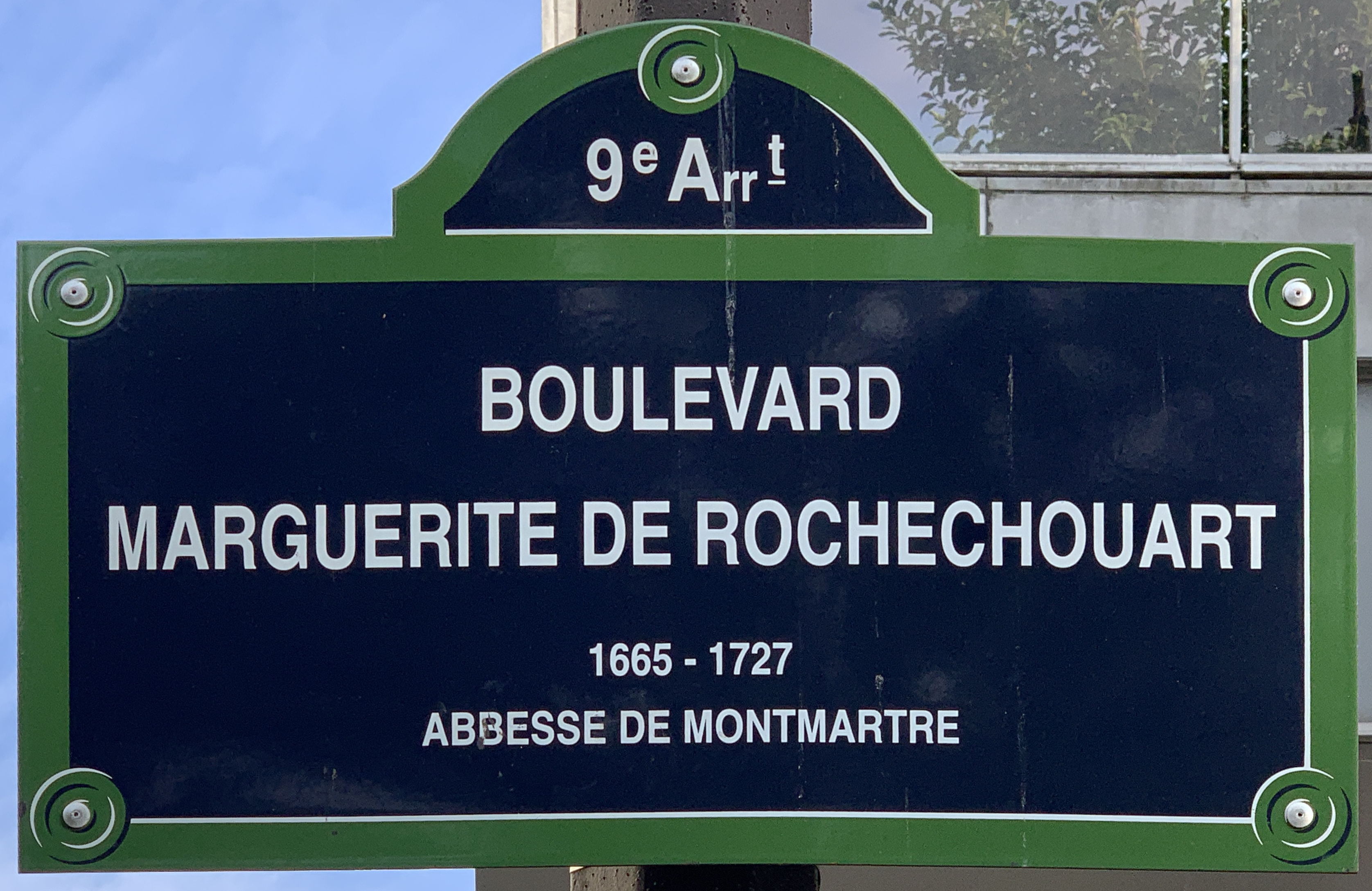
Boulevard Marguerite de Rochechouart, 9e.

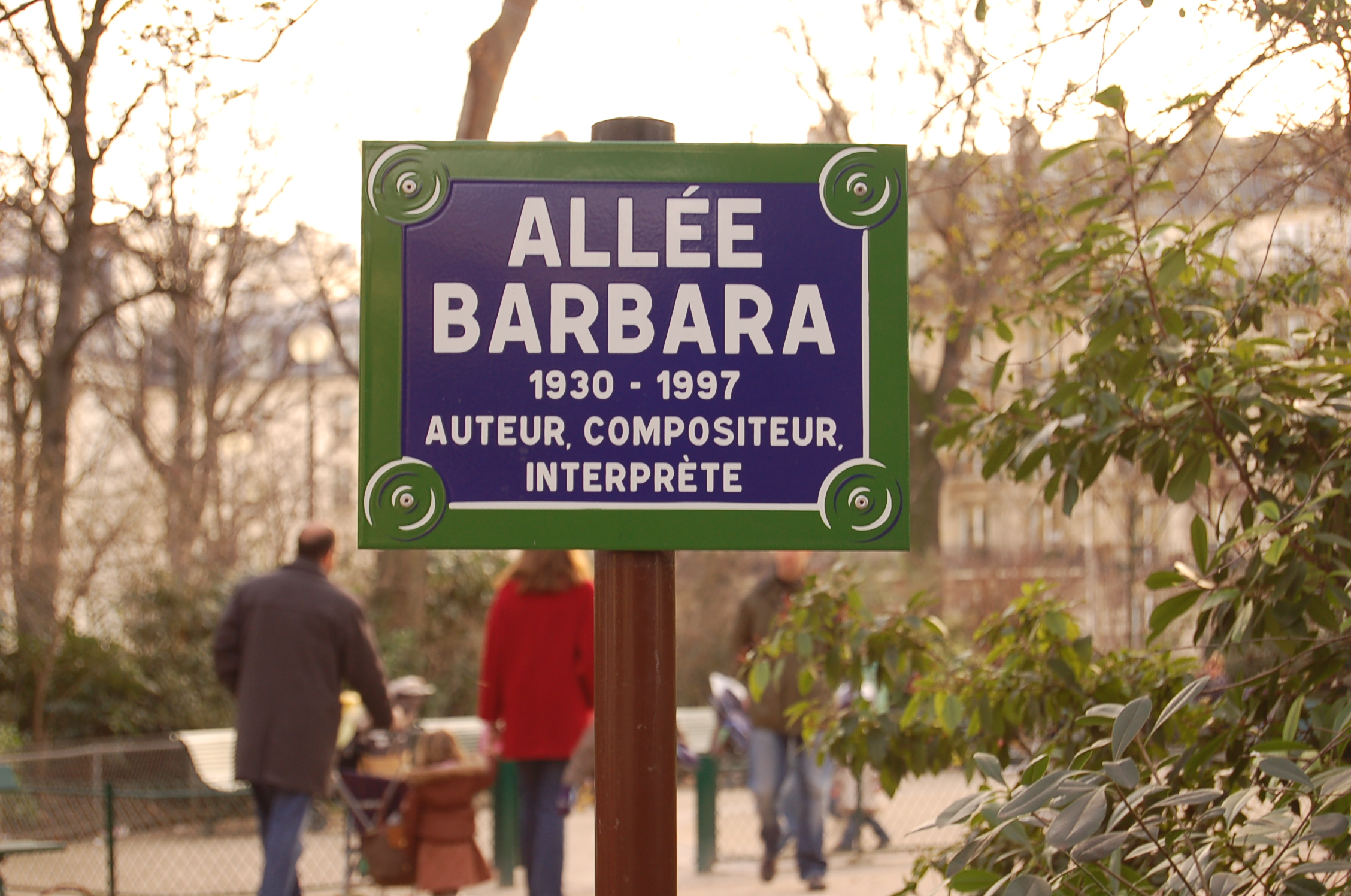
Allée Barbara, 17e.

Paris compte environ 6 000 voies de circulation. Parmi celles-ci, environ 247 portent un nom se référant à une femme (ou une communauté féminine), selon les critères de choix. Les noms se référant à un homme sont nettement plus fréquents dans la voirie parisienne, autour de 3 200 ou 4 000 selon les sources.
La ville de Paris, prenant conscience de cette sous-représentativité (6 %) des femmes dans les noms des rues de Paris, porte un effort entre 2014 et 2020 pour corriger ce biais de genre en attribuant plus de 150 noms de rues, promenades, allées, jardins, parcs et équipements selon le nom d'une personnalité féminine portant à 12 % le pourcentage de noms de lieux se référant à une femme. Une carte est disponible sur le site de la ville de Paris. 
De nombreux espaces verts et équipements publics (gymnases, bibliothèques, centres d'animations, écoles et collèges), ont dès lors contribué à la place des femmes dans l'espace public parisien, comme la piscine Marie-Marvingt (4e), le marché aux fleurs Reine-Elizabeth-II (4e), le jardin Tereska-Torrès-Levin (8e), le jardin Marielle-Franco (10e), la médiathèque Françoise-Sagan (10e), le collège Louise-Michel (10e), la médiathèque Violette-Leduc (11e), le gymnase Althea-Gibson (12e), le centre culturel Bessie Smith (12e), le jardin Marie-Thérèse Auffray et le jardin Françoise Héritier (14e), la médiathèque Marguerite Yourcenar (15e), le jardin Christiane Desroches-Noblecourt (16e), la bibliothèque Germaine Tillion (16e), le jardin Solitude (17e) ou encore la médiathèque Marguerite-Duras et le jardin Janis-Joplin (20e).
Les personnalités honorées sont le plus souvent de nationalité française, mais peuvent être internationales :
- Soit parce qu'elles ont un lien reconnu avec Paris, pour leur carrière : la place Gertrude-Stein (12e), la place Cheikha-Remitti (18e), la rue Cesária-Évora (19e), la place Louise-Catherine-Breslau (6e), ou dans  leur vie : le passage Susan-Sontag (19e), le jardin Françoise-Mallet-Joris (13e), la rue Eva-Kotchever (18e) ;
- Soit parce que leur art a connu une audience internationale et a connu le succès notamment à Paris : la patio-place Pina-Bausch et la rue Martha-Graham (1er), le square Emily-Dickinson (20e) ;
- Soit encore parce qu'elles représentent un symbole universel que la capitale française a choisi d'honorer : l'allée Lydia Becker en l'honneur de la suffragette britannique (18e), le parvis Rosa-Parks (19e), le jardin Federica-Montseny, première femme ministre en Europe et la première à avoir légalisé l'avortement (13e) ou encore les jardins Rosa-Luxemburg (18e) et le jardin Monique-Wittig dans le 14e arrondissement de la capitale.

En complément d'un nommage de nouvelles rues ou lieux créés, l'origine féminine du nom de certaines rues est mise en évidence. En septembre 2019, le Conseil de Paris vote ainsi le changement des plaques de voies portant des noms de femmes afin de faire apparaître le prénom manquant. Ceci s'applique à une dizaine de voies, par exemple :
- la rue Récamier (7e), désormais « rue Juliette-Récamier »
- la rue de Rochechouart (9e) devenue « rue Marguerite-de-Rochechouart » ;
- l'impasse de la Tour d'Auvergne (9e) devenue « impasse Louise-Émilie de la Tour d'Auvergne ».

Ce type de modification de la nomenclature n'est pas une spécificité féminine, puisque quelques années auparavant des voies portant des noms d'hommes avaient également vu l'ajout d'un prénom, comme la rue Pigalle (9e) devenue « rue Jean-Baptiste-Pigalle », la rue Hénard (12e) devenue « rue Antoine-Julien-Hénard », ou la rue Pissaro[réf. nécessaire] (17e) renommée « rue Camille-Pissarro ».
Les plaques commémoratives de la ville, également votées en Conseil de Paris, sont aussi présentes dans le paysage des rues parisiennes, par exemple les plaques en mémoire de Barbara, au 6, rue Brochant (17e) et au 50, rue Vitruve (20e), celle en mémoire de Joséphine Baker devant le Carrousel de Paris, ou encore celle en hommage à Rose Valland, devant l'immeuble où elle vivait avec sa compagne Joyce Heer, au 5, rue de Navarre, dans le 5e arrondissement.
En 2024, suivant le principe de la « substitution de dénomination », cinq rues nommées à partir du patronyme d'anciens propriétaires de terrain sont rebaptisées du nom de femmes résistantes portant le même nom (cité Anne-Marie-Bauer, rue Claude-Rodier, rue Paulette-Jacquier, rue Marguerite-Moret et rue Marguerite-Gonnet), ce qui limite la confusion occasionnée par les modifications de dénominations.

## Militantisme
En août 2015, l’association Osez le féminisme ! lance une opération de renommage de rues en collant 70 fausses plaques portant des noms de femmes au dessus de plaques existantes sur l’île de la Cité.
Début mars 2019, à Paris, le collectif #NousToutes lance une opération d'ampleur en collant près de 1 400 fausses plaques portant des noms de femmes sous des plaques de rues parisiennes,,,,. Une carte interactive montrant les rues parisiennes portant le nom d'une femme est créée.
Le 26 avril 2019, à l’occasion de la Journée de visibilité lesbienne, l’association Osez le féminisme colle des fausses plaques de rue au nom de lesbiennes célèbres : le boulevard de Magenta reçoit une plaque « rue Angela Davis », et la place de la République une plaque « place du Lesbianisme »,.

Plaques militantes dans les rues de Paris
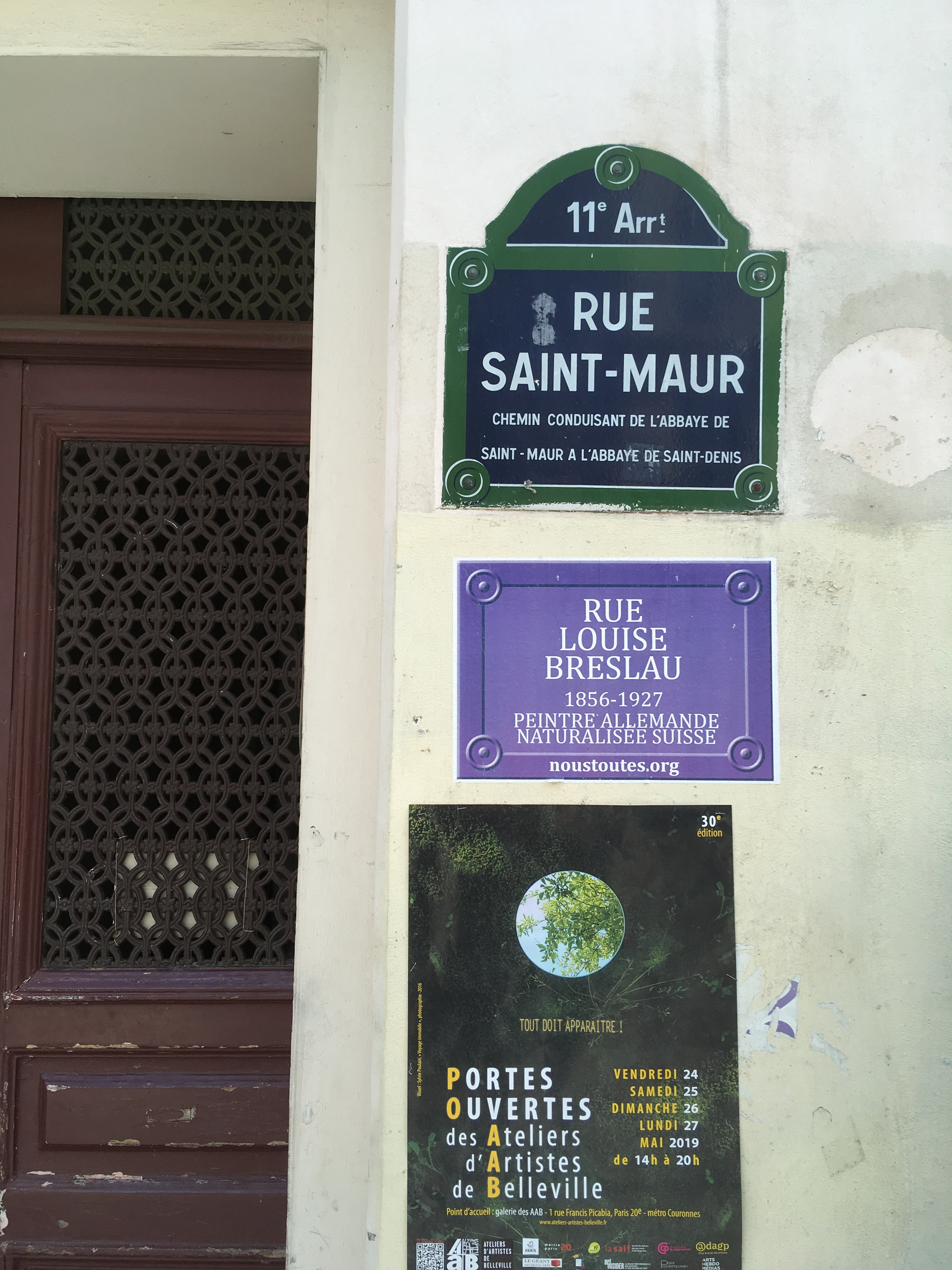
Fausse plaque de rue « Louise Breslau » placardée par le collectif #NousToutes (2019). La plaque officielle de la Ville de Paris se situe dans le 6e arrondissement.
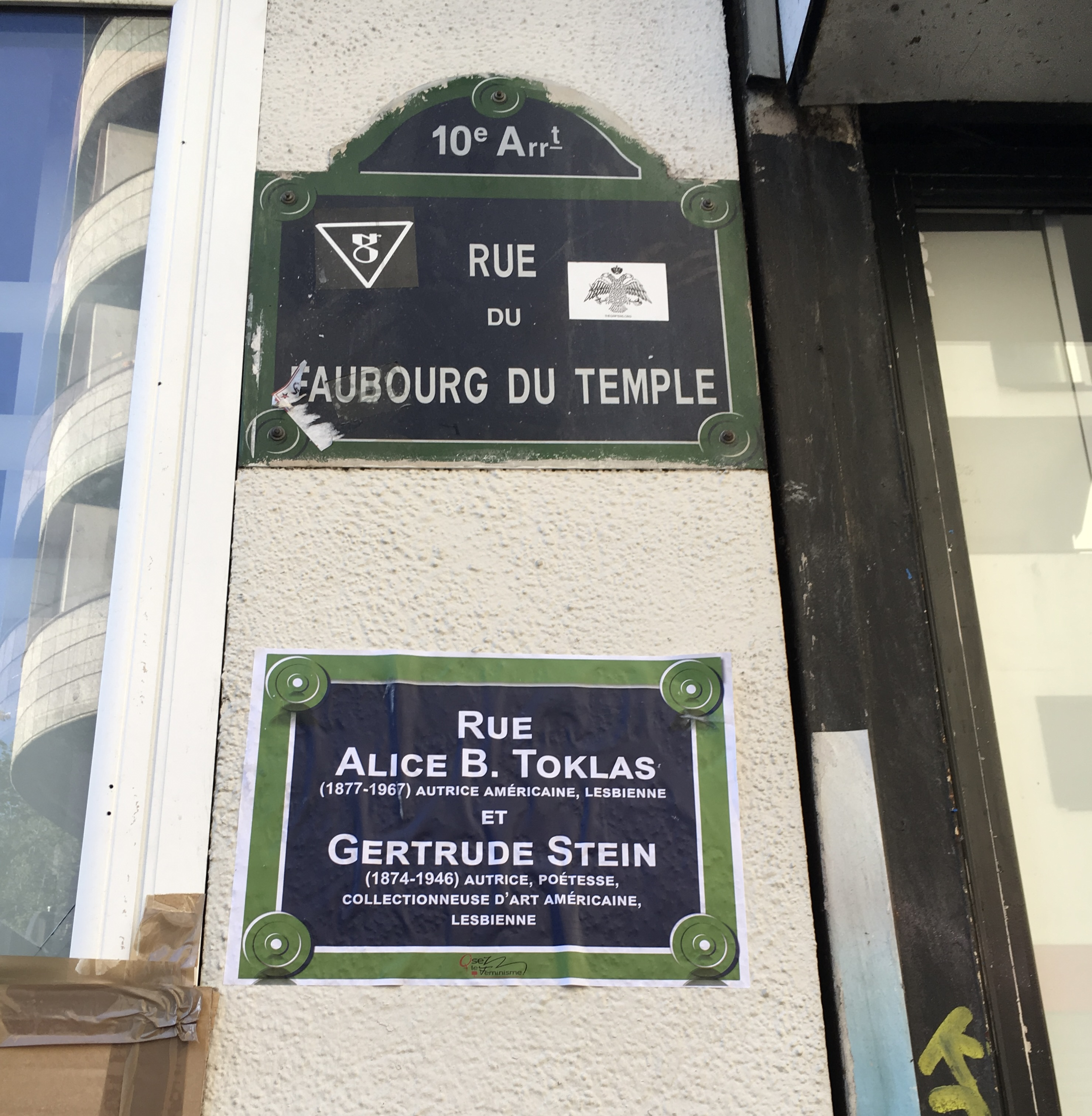
Fausse plaque rue du Faubourg-du-Temple aux noms d'Alice B. Toklas et Gertrude Stein, #NousToutes (2019). La plaque officielle de la Ville de Paris se situe dans le 12e arrondissement.

## Liste

### Personnalités honorées
| Éponyme                                                                | Voie                                                   | Arrondissement | Date de dénomination |
| ---------------------------------------------------------------------- | ------------------------------------------------------ | -------------- | -------------------- |
| Louise Abbéma                                                          | Allée Louise-Abbéma                                    | 14e            | 2022                 |
| Berenice Abbott                                                        | Rue Berenice-Abbott                                    | 13e            | 2020                 |
| Juliette Adam                                                          | Rue Juliette-Lamber                                    | 17e            | 1897                 |
| Agar, née Marie Léonide Charvin                                        | Rue Agar                                               | 16e            | 1912                 |
| Georgette Agutte                                                       | Rue Georgette-Agutte                                   | 18e            | 1930                 |
| Chantal Akerman                                                        | Allée Chantal-Akerman                                  | 20e            | 2020                 |
| Marietta Alboni                                                        | Rue Marietta-Alboni                                    | 16e            | 1907 / 2021          |
| Marietta Alboni                                                        | Square Alboni                                          | 16e            |                      |
| Berty Albrecht                                                         | Avenue Bertie-Albrecht                                 | 8e             | 1944                 |
| Jenny Alpha                                                            | Place Jenny-Alpha                                      | 15e            | 2012                 |
| Monique Antoine                                                        | Place Monique-Antoine                                  | 4e             | 2017                 |
| Jeanne d'Arc                                                           | Place Jeanne-d'Arc                                     | 13e            | 1864                 |
| Jeanne d'Arc                                                           | Rue Jeanne-d'Arc                                       | 13e            | 1864                 |
| Gerty Archimède                                                        | Rue Gerty-Archimède                                    | 12e            | 2006                 |
| Hannah Arendt                                                          | Place Hannah-Arendt                                    | 19e            | 2003                 |
| Arletty, née Léonie Bathiat                                            | Passerelle Arletty                                     | 10e            | 2022                 |
| Florence Arthaud                                                       | Promenade Florence-Arthaud                             | 19e            | 2016                 |
| Louise d'Artois, duchesse de Parme                                     | Rue Mademoiselle                                       | 15e            | 1827                 |
| Josette Audin                                                          | Place Josette-et-Maurice-Audin                         | 5e             | 2022                 |
| Marie-Thérèse d'Autriche, reine de France                              | Rue Thérèse                                            | 1er            | 1692                 |
| Marie-Thérèse d'Autriche, reine de Hongrie                             | Passage de la Reine-de-Hongrie                         | 1er            | 1789                 |
| Adrienne Avril de Sainte-Croix, née Adrienne Glaisette                 | Allée Avril-de-Sainte-Croix                            | 16e            | 2015                 |
| Joséphine Baker                                                        | Place Joséphine-Baker                                  | 14e            | 2000                 |
| Barbara, née Monique Serf                                              | Allée Barbara                                          | 17e            | 2007                 |
| Julia Bartet                                                           | Rue Julia-Bartet                                       | 14e            | 1956                 |
| Hélène Basch                                                           | Place Victor-et-Hélène-Basch                           | 14e            | 1992                 |
| Maryse Bastié                                                          | Rue Maryse-Bastié                                      | 13e            | 1956                 |
| Anne-Marie Bauer                                                       | Cité Anne-Marie-Bauer                                  | 14e            | 2024                 |
| Pina Bausch                                                            | Patio-place Pina-Bausch                                | 1er            | 2013                 |
| Anne de Bavière-Palatinat, princesse de Condé                          | Rue Palatine                                           | 6e             | 1715                 |
| Simone de Beauvoir                                                     | Passerelle Simone-de-Beauvoir                          | 12e, 13e       | 2005                 |
| Simone de Beauvoir                                                     | Place Jean-Paul-Sartre-et-Simone-de-Beauvoir           | 6e             | 2000                 |
| Julie Bêcheur                                                          | Passage de la Reine-de-Hongrie                         | 1er            | 1789                 |
| Lydia Becker                                                           | Allée Lydia-Becker                                     | 18e            | 2019                 |
| Marie-Éléonore de Bellefond                                            | Rue Marie-Éléonore de Bellefond                        | 9e             | 1721 / 2021          |
| Jane Birkin                                                            | Passerelle Jane-Birkin                                 | 10e            | 2025                 |
| Léa Blain                                                              | Impasse Léa-Blain                                      | 16e            | 2007                 |
| Louisette Blanquart                                                    | Place Louise-Blanquart                                 | 18e            | 2011                 |
| Florence Blumenthal                                                    | Rue Florence-Blumenthal                                | 16e            | 1932                 |
| Rosa Bonheur                                                           | Rue Rosa-Bonheur                                       | 15e            | 1900                 |
| Jeanne Bohec                                                           | Place Jeanne-Bohec                                     | 18e            | 2014                 |
| Élisa Borey                                                            | Rue Élisa-Borey                                        | 20e            | 1840                 |
| Marguerite Boucicaut                                                   | Rue Marguerite-Boucicaut                               | 15e            | 1932 / 2015          |
| Lili Boulanger                                                         | Place Lili-et-Nadia-Boulanger                          | 9e             | 1970                 |
| Nadia Boulanger                                                        | Place Lili-et-Nadia-Boulanger                          | 9e             | 1970                 |
| Louise Bourgeois                                                       | Rue Louise-Bourgeois                                   | 13e            | 2011                 |
| Pascale de Boysson                                                     | Place Laurent-Terzieff-et-Pascale-de-Boysson           | 6e             | 2015                 |
| Madeleine Braun                                                        | Place Madeleine-Braun                                  | 10e            | 2012                 |
| Madeleine Brès                                                         | Rue Madeleine-Brès                                     | 13e            | 2012                 |
| Louise Catherine Breslau                                               | Place Louise-Catherine-Breslau-et-Madeleine-Zillhardt  | 6e             | 2018                 |
| Marianne Breslauer                                                     | Allée Marianne-Breslauer                               | 15e            | 2013                 |
| Maria Brignole Sale, duchesse de Galliera                              | Rue Maria-Brignole                                     | 16e            | 1879 / 2020          |
| Maria Brignole Sale, duchesse de Galliera                              | Rue de Galliera                                        | 16e            | 1879                 |
| Hélène Brion                                                           | Rue Hélène-Brion                                       | 13e            | 2005                 |
| Gilberte Brossolette                                                   | Promenade Gilberte-Brossolette                         | 17e            | 2019                 |
| Dora Bruder                                                            | Promenade Dora-Bruder                                  | 18e            | 2015                 |
| Cécile Brunschvicg                                                     | Place Cécile-Brunschvicg                               | 18e            | 2008                 |
| Claude Cahun, née Lucy Schwob                                          | Allée Claude-Cahun-Marcel-Moore                        | 6e             | 2018                 |
| Maria Callas, née Sophia Cecilia Kalogeropoulos                        | Allée Maria-Callas                                     | 16e            | 2000                 |
| Emma Calvé                                                             | Passage Emma-Calvé                                     | 12e            | 2018                 |
| Marie-Charlotte-Hippolyte de Campet de Saujon, comtesse de Boufflers   | Avenue de Boufflers                                    | 16e            |                      |
| Carmen                                                                 | Place Carmen                                           | 20e            | 2013                 |
| Anne-Marie Carrière                                                    | Place Anne-Marie-Carrière                              | 18e            | 2013                 |
| Danielle Casanova                                                      | Rue Danielle-Casanova                                  | 1er            | 1944                 |
| Maria Casarès                                                          | Pont Maria-Casarès                                     | 10e            | 2022                 |
| Neus Català i Pallejà                                                  | Allée Neus-Català                                      | 11e, 20e       | 2019                 |
| Sœur Catherine-Marie, née Renée Lechartier                             | Rue Sœur-Catherine-Marie                               | 13e            | 1977                 |
| Cécile Chaminade                                                       | Promenade Cécile-Chaminade                             | 8e, 17e        | 2021                 |
| Mademoiselle de Champmeslé, née Marie Desmares                         | Square La Champmeslé                                   | 19e            | 1993                 |
| Marie-Pauline Chardon-Lagache                                          | Rue Chardon-Lagache                                    | 16e            | 1892                 |
| Jeanne Chauvin                                                         | Rue Jeanne-Chauvin                                     | 13e            | 2007                 |
| Nicole Chouraqui                                                       | Rue Nicole-Chouraqui                                   | 19e            | 1998                 |
| Camille Claudel                                                        | Place Camille-Claudel                                  | 15e            | 1992                 |
| Clotilde, reine des Francs                                             | Rue Clotilde                                           | 5e             | 1841                 |
| Coccinelle                                                             | Promenade Coccinelle                                   | 9e, 18e        | 2016                 |
| Marie-Louise Cognacq-Jaÿ                                               | Rue Cognacq-Jay                                        | 7e             | 1928                 |
| Bessie Coleman                                                         | Rue Bessie-Coleman                                     | 20e            | 2015                 |
| Colette, née Sidonie-Gabrielle Colette                                 | Place Colette                                          | 1er            | 1966                 |
| Jeanne Angélique Compoint                                              | Rue Angélique-Compoint                                 | 18e            |                      |
| Marthe Condat                                                          | Cité Marthe-Condat                                     | 12e            | 2023                 |
| Eugénie Cotton                                                         | Rue Eugénie-Cotton                                     | 19e            | 1976                 |
| Marie Curie                                                            | Rue Pierre-et-Marie-Curie                              | 5e             | 1967                 |
| Dalida, née Iolanda Gigliotti                                          | Place Dalida                                           | 18e            | 1996                 |
| Madeleine Daniélou                                                     | Place Madeleine-Daniélou                               | 17e            | 2010                 |
| Julie-Victoire Daubié                                                  | Rue Julie-Daubié                                       | 13e            | 2007                 |
| Davia, née Henriette Ravenel                                           | Allée Davia                                            | 16e            | 2011                 |
| Augusta Dejerine-Klumpke                                               | Rue des Docteurs-Déjérine                              | 20e            | 1935                 |
| Sonia Delaunay                                                         | Rue Robert-et-Sonia-Delaunay                           | 11e            | 1991                 |
| Ovida Delect                                                           | Place Ovida-Delect                                     | 4e             | 2019                 |
| Suzanne Denglos-Fau                                                    | Place Suzanne-Denglos-Fau                              | 18e            | 2013                 |
| Maria Deraismes                                                        | Rue Maria-Deraismes                                    | 17e            | 1894                 |
| Marceline Desbordes-Valmore                                            | Rue Marceline-Desbordes-Valmore                        | 16e            | 1864 / 2019          |
| Camille Desinge du Gast                                                | Rue Camille Crespin-du-Gast                            | 11e            | 1928 / 2022          |
| Désirée                                                                | Rue Désirée                                            | 20e            | 1856                 |
| Laure Diebold                                                          | Rue Laure-Diebold                                      | 8e             | 2013                 |
| Rose Dieng-Kuntz                                                       | Allée Rose-Dieng-Kuntz                                 | 19e            | 2023                 |
| Marlene Dietrich                                                       | Place Marlène-Dietrich                                 | 16e            | 2002                 |
| Élisabeth Dmitrieff                                                    | Place Élisabeth-Dmitrieff                              | 3e             | 2007                 |
| Juliette Dodu                                                          | Rue Juliette-Dodu                                      | 10e            | 1910                 |
| Françoise Dolto                                                        | Rue Françoise-Dolto                                    | 13e            | 2003                 |
| Jacqueline Domergue                                                    | Rue Jaïc-Domergue                                      | 17e            | 2017                 |
| Alice Domon                                                            | Rue Alice-Domon-et-Léonie-Duquet                       | 13e            | 2006                 |
| Maria Doriath                                                          | Allée Maria-Doriath                                    | 20e            | 2008                 |
| Françoise Dorin                                                        | Place Françoise-Dorin                                  | 17e            | 2018                 |
| Françoise Dorléac                                                      | Place Françoise-Dorléac                                | 18e            | 2013                 |
| Juliette Drouet                                                        | Place Juliette-Drouet                                  | 9e             | 2017                 |
| Marie Dubas                                                            | Place Marie-Dubas                                      | 17e            | 2025                 |
| Marie-Louise Dubreil-Jacotin                                           | Rue Marie-Louise-Dubreil-Jacotin                       | 13e            | 2008                 |
| Hélène Duc                                                             | Pont Hélène-Duc                                        | 10e            | 2025                 |
| Marie-Louise Dugès-Lachapelle                                          | Place Marie-Louise-Dugès-Lachapelle                    | 12e            | 2023                 |
| Isadora Duncan                                                         | Allée Isadora-Duncan                                   | 15e            | 2013                 |
| Ghislaine Dupont                                                       | Place Ghislaine-Dupont-Claude-Verlon-Camille-Lepage    | 2e             | 2019                 |
| Léonie Duquet                                                          | Rue Alice-Domon-et-Léonie-Duquet                       | 13e            | 2006                 |
| Marguerite Duras, née Marguerite Donnadieu                             | Rue Marguerite-Duras                                   | 13e            | 2003                 |
| Martine Durlach                                                        | Place Martine-Durlach                                  | 19e            | 2020                 |
| Hortense Dury-Vasselon                                                 | Villa Hortense-Dury-Vasselon                           | 20e            | 1930 / 2019          |
| Béatrix Dussane                                                        | Rue Béatrix-Dussane                                    | 15e            | 1979                 |
| Françoise d'Eaubonne                                                   | Allée Françoise-d'Eaubonne                             | 14e            | 2024                 |
| Eugénie Éboué-Tell                                                     | Rue Eugénie-Éboué                                      | 12e            | 1977                 |
| Élisabeth II, reine du Royaume-Uni                                     | Marché aux fleurs Reine-Elizabeth-II                   | 4e             | 2014                 |
| Sœur Emmanuelle, née Madeleine Cinquin                                 | Allée Sœur-Emmanuelle                                  | 6e             | 2018                 |
| María Errazuriz, née María Edwards                                     | Parvis Claire-Heyman-et-Maria-Errazuriz                | 12e            | 2017                 |
| Zabel Essayan, née Zabel Hovhannessian                                 | Allée Zabel-Essayan                                    | 11e, 20e       | 2017                 |
| Florentine Estrade                                                     | Cité Florentine-Estrade                                | 16e            | 1890                 |
| Gabrielle d'Estrées                                                    | Allée Gabrielle-d'Estrées                              | 19e            | 1975                 |
| Gabrielle d'Estrées                                                    | Avenue de la Belle-Gabrielle                           | 12e            |                      |
| Cesária Évora                                                          | Rue Cesária-Évora                                      | 19e            | 2014                 |
| Jane Evrard                                                            | Place Jane-Evrard                                      | 16e            | 2002                 |
| Rachel Félix                                                           | Avenue Rachel                                          | 18e            | 1899                 |
| Edwige Feuillère                                                       | Place Edwige-Feuillère                                 | 7e             | 2004                 |
| Augustine Fiket                                                        | Place Paul-et-Augustine-Fiket                          | 13e            | 2013                 |
| Ella Fitzgerald                                                        | Rue Ella-Fitzgerald                                    | 19e            | 2009                 |
| Pernelle Flamel                                                        | Rue Pernelle                                           | 4e             | 1851                 |
| Anny Flore                                                             | Place Anny-Flore                                       | 17e            | 2022                 |
| Nicole Fontaine                                                        | Allée Nicole-Fontaine                                  | 6e             | 2019                 |
| Antoinette Fouque                                                      | Rue Antoinette-Fouque                                  | 20e            | 2017                 |
| Marie-Madeleine Fourcade                                               | Place Marie-Madeleine-Fourcade                         | 15e            | 1995                 |
| Anne de France, dame de Beaujeu                                        | Allée Anne-de-Beaujeu                                  | 19e            | 1977                 |
| Christine de France, duchesse de Savoie                                | Rue Christine                                          | 6e             | 1607                 |
| Marie de France                                                        | Rue Marie-de-France                                    | 1er            | 2025                 |
| Jacqueline François                                                    | Place Jacqueline-François                              | 17e            | 2021                 |
| Fréhel, née Marguerite Boulc'h                                         | Place Fréhel                                           | 20e            | 1998                 |
| Élise Freinet                                                          | Parvis Élise-et-Célestin-Freinet                       | 4e             | 2019                 |
| Gisèle Freund                                                          | Rue Gisèle-Freund                                      | 13e            | 2020                 |
| Cécile Furtado-Heine                                                   | Rue Cécile-Furtado-Heine                               | 14e            | 1897 / 2019          |
| Eveline Garnier                                                        | Allée Eveline-Garnier                                  | 2e             | 2019                 |
| Geneviève de Gaulle-Anthonioz                                          | Place Geneviève-de-Gaulle-Anthonioz                    | 15e            | 2012                 |
| Artemisia Gentileschi                                                  | Place Artemisia-Gentileschi                            | 13e            | 2025                 |
| Rosemonde Gérard                                                       | Allée Rosemonde-Gérard                                 | 17e            | 2025                 |
| Sophie Germain                                                         | Rue Sophie-Germain                                     | 14e            | 1889                 |
| Françoise Gilot                                                        | Rue Françoise-Gilot                                    | 18e            | 2025                 |
| Nicole Girard-Mangin                                                   | Allée Nicole-Girard-Mangin                             | 11e, 20e       | 2018                 |
| Annie Girardot                                                         | Rue Annie-Girardot                                     | 13e            | 2012                 |
| Jacqueline Giraud                                                      | Passage Jacqueline-Giraud                              | 12e            | 2018                 |
| Olympe de Gouges                                                       | Place Olympe-de-Gouges                                 | 3e             | 2003                 |
| Marguerite Gonnet                                                      | Rue Marguerite-Gonnet                                  | 11e            | 2024                 |
| Martha Graham                                                          | Rue Martha-Graham                                      | 1er            | 2014                 |
| Juliette Gréco                                                         | Place Juliette-Gréco                                   | 6e             | 2021                 |
| Yvette Guilbert                                                        | Allée Yvette-Guilbert                                  | 17e            | 2018                 |
| Pernette du Guillet                                                    | Allée Pernette-du-Guillet                              | 19e            | 1974                 |
| Princesse de la maison de Guise                                        | Rue Princesse                                          | 6e             | 1636                 |
| Alice Guy                                                              | Place Alice-Guy                                        | 14e            | 2013                 |
| Jeanne Hachette                                                        | Rue Jeanne-Hachette                                    | 15e            | 1884                 |
| Marie Hackin                                                           | Rue Joseph-et-Marie-Hackin                             | 16e            | 1961                 |
| Gisèle Halimi                                                          | Promenade Gisèle-Halimi                                | 7e             | 2021                 |
| Ginette Hamelin                                                        | Place Ginette-Hamelin                                  | 12e            | 2003                 |
| Mireille Havet                                                         | Place Mireille-Havet                                   | 11e            | 2006                 |
| Colette Heilbronner                                                    | Allée Colette-Heilbronner                              | 17e            | 2013                 |
| Marcelle Henry                                                         | Passerelle Marcelle-Henry                              | 17e            | 2017                 |
| Marcelle Henry                                                         | Place Marcelle-Henry                                   | 17e            | 2017                 |
| Caroline Herschel                                                      | Rue Caroline-et-William-Herschel                       | 6e             | 1877 / 2021          |
| Félicie Hervieu                                                        | Allée Félicie-Hervieu                                  | 14e            | 2022                 |
| Louise Hervieu                                                         | Rue Louise-Hervieu                                     | 12e            | 2013                 |
| Claire Heyman                                                          | Parvis Claire-Heyman-et-Maria-Errazuriz                | 12e            | 2017                 |
| Maryse Hilsz                                                           | Rue Maryse-Hilsz                                       | 20e            | 1956                 |
| Augusta Holmès                                                         | Place Augusta-Holmes                                   | 13e            | 2002                 |
| Hypatie                                                                | Passage Hypatie-d'Alexandrie                           | 20e            | 2017                 |
| Simone Iff                                                             | Rue Simone-Iff                                         | 12e            | 2017                 |
| Anna Jaclard                                                           | Rue Anna-Jaclard                                       | 12e            | 2021                 |
| Andrée Jacob                                                           | Allée Andrée-Jacob                                     | 2e             | 2019                 |
| Paulette Jacquier                                                      | Rue Paulette-Jacquier                                  | 14e            | 2024                 |
| Hélène Jakubowicz                                                      | Rue Hélène-Jakubowicz                                  | 20e            | 2003                 |
| Clarissa Jean-Philippe                                                 | Allée Clarissa-Jean-Philippe                           | 14e            | 2018                 |
| Jeanne-Claude                                                          | Place du Pont-Neuf - Christo-et-Jeanne-Claude          | 1er            | 2025                 |
| Jeanne Jugan                                                           | Rue Jeanne-Jugan                                       | 12e            | 1992                 |
| Hanna Kamieniecki                                                      | Allée Hanna-Kamieniecki                                | 11e            | 2022                 |
| Léonie Kastner-Boursault                                               | Voie Léonie-Kastner                                    | 14e            | 2007                 |
| Pauline Kergomard, née Pauline Reclus                                  | Rue Pauline-Kergomard                                  | 20e            | 1987                 |
| Eva Kotchever, née Chawa Złoczower                                     | Rue Eva-Kotchever                                      | 18e            | 2019                 |
| Germaine Krull                                                         | Rue Germaine-Krull                                     | 13e            | 2020                 |
| Louise Labé                                                            | Allée Louise-Labé                                      | 19e            | 1974                 |
| Emmeline La Chartière                                                  | Impasse Chartière                                      | 5e             | 1885                 |
| Claire Lacombe                                                         | Promenade Claire-Lacombe                               | 11e            | 2015                 |
| Marie-Andrée Lagroua Weill-Hallé                                       | Rue Marie-Andrée-Lagroua-Weill-Hallé                   | 13e            | 2003                 |
| Bernadette Lafont                                                      | Pont Bernadette-Lafont                                 | 10e            | 2024                 |
| Dorothea Lange                                                         | Rue Dorothea-Lange                                     | 13e            | 2020                 |
| Catherine de La Rochefoucauld                                          | Rue Catherine-de-La-Rochefoucauld                      | 9e             | 1790 / 2020          |
| Louise-Émilie de La Tour d'Auvergne                                    | Impasse Louise-Émilie-de-La-Tour-d'Auvergne            | 9e             |                      |
| Louise-Émilie de La Tour d'Auvergne                                    | Rue Louise-Émilie-de-La-Tour-d'Auvergne                | 9e             | 1760 / 2019          |
| Marie Laurencin                                                        | Rue Marie-Laurencin                                    | 12e            | 1987                 |
| Marie Laurent                                                          | Allée Marie-Laurent                                    | 20e            | 1935                 |
| Renée Lebas                                                            | Esplanade Renée-Lebas                                  | 11e            | 2013                 |
| Amicie Lebaudy                                                         | Square Amicie-Lebaudy                                  | 20e            | 2000                 |
| Angélique Le Boursier du Coudray                                       | Place Angélique-du-Coudray                             | 10e            | 2023                 |
| Pauline Léon                                                           | Allée Pauline-Léon                                     | 11e            | 2015                 |
| Camille Lepage                                                         | Place Ghislaine-Dupont-Claude-Verlon-Camille-Lepage    | 2e             | 2019                 |
| Yvonne Le Tac                                                          | Rue Yvonne-Le-Tac                                      | 18e            | 1968                 |
| Émilie Le Tonnelier de Breteuil, marquise du Châtelet                  | Rue Émilie-du-Châtelet                                 | 13e            | 2007                 |
| Adrienne Lecouvreur                                                    | Allée Adrienne-Lecouvreur                              | 7e             | 1907                 |
| Marie-Hélène Lefaucheux                                                | Rue Marie-Hélène-Lefaucheux                            | 19e            | 2013                 |
| Blanche Lefebvre                                                       | Place Blanche-Lefebvre                                 | 17e            | 2013                 |
| Eugénie Legrand                                                        | Rue Eugénie-Legrand                                    | 20e            | 1934                 |
| Nathalie Lemel                                                         | Place Nathalie-Lemel                                   | 3e             | 2007                 |
| Élisa Lemonnier                                                        | Rue Élisa-Lemonnier                                    | 12e            | 1884                 |
| Suzanne Lenglen                                                        | Rue Suzanne-Lenglen                                    | 16e            | 1979                 |
| André Léo, née Victoire-Léodile Béra                                   | Passerelle André-Léo                                   | 12e            | 2021                 |
| Nicole-Reine Lepaute                                                   | Rue Nicole-Reine-Lepaute                               | 13e            | 2007                 |
| Jeanne Loiseau                                                         | Avenue Daniel-Lesueur                                  | 7e             | 1911                 |
| Lise London, née Élizabeth Ricol                                       | Place Lise-et-Artur-London                             | 12e            | 2013                 |
| Marguerite Long                                                        | Rue Marguerite-Long                                    | 17e            | 2002                 |
| Marceline Loridan-Ivens                                                | Promenade Marceline-Loridan-Ivens                      | 6e, 7e         | 2019                 |
| Louise Losserand                                                       | Place Louise-Losserand                                 | 14e            | 2019                 |
| Ada Lovelace                                                           | Rue Ada-Lovelace                                       | 13e            | 2017                 |
| Colette Magny                                                          | Rue Colette-Magny                                      | 19e            | 2013                 |
| Vivian Maier                                                           | Rue Vivian-Maier                                       | 13e            | 2020                 |
| Miriam Makeba                                                          | Passage Miriam-Makeba                                  | 12e            | 2013                 |
| Marietta Martin                                                        | Rue Marietta-Martin                                    | 16e            | 1955                 |
| Madeleine Marzin                                                       | Rue Madeleine-Marzin                                   | 20e            | 2006                 |
| Suzanne Masson                                                         | Rue Suzanne-Masson                                     | 19e            | 2014                 |
| Alice Mathieu-Dubois                                                   | Place Alice-Mathieu-Dubois                             | 13e            | 2025                 |
| Mado Maurin                                                            | Rue Mado-Maurin                                        | 18e            | 2019                 |
| Chantal Mauduit                                                        | Place Chantal-Mauduit                                  | 15e            | 2024                 |
| Marie de Médicis, reine de France                                      | Cours la Reine                                         | 8e             | 1618                 |
| Françoise de Menthon                                                   | Allée Pierre-et-Françoise-de-Menthon                   | 7e             | 2023                 |
| Melina Mercouri                                                        | Place Mélina-Mercouri                                  | 20e            | 2017                 |
| Simone Michel-Lévy                                                     | Place Simone-Michel-Lévy                               | 7e, 15e        | 2006                 |
| Marie-Eugénie de Jésus, née Anne-Eugénie Milleret de Brou              | Avenue Anne-Eugénie-Milleret-de-Brou                   | 16e            | 1928 / 2019          |
| Alice Milliat                                                          | Esplanade Alice-Milliat                                | 18e            | 2022                 |
| Aimée Millot                                                           | Place de la Bergère-d'Ivry                             | 13e            | 2002                 |
| Mireille, née Mireille Hartuch                                         | Place Mireille                                         | 1er            | 2008                 |
| Chavarche Missakian et Arpik Missakian                                 | Place Chavarche-et-Arpik-Missakian                     | 9e             | 2022                 |
| Hélène Missoffe                                                        | Rue Hélène-et-François-Missoffe                        | 17e            | 2016                 |
| Marie de Miribel                                                       | Place Marie-de-Miribel                                 | 20e            | 1982                 |
| Marie Moinon                                                           | Rue Jean-et-Marie-Moinon                               | 10e            | 1946                 |
| Silvia Monfort                                                         | Esplanade Silvia-Monfort                               | 15e            | 2011                 |
| Sarah Monod                                                            | Place Sarah-Monod                                      | 12e            | 2021                 |
| Marcel Moore, née Suzanne Malherbe                                     | Allée Claude-Cahun-Marcel-Moore                        | 6e             | 2018                 |
| Claire Morandat                                                        | Place Yvon-et-Claire-Morandat                          | 17e            | 1987                 |
| Elsa Morante                                                           | Rue Elsa-Morante                                       | 13e            | 2003                 |
| Jeanne Moreau                                                          | Promenade Jeanne-Moreau                                | 19e            | 2019                 |
| Émilienne Moreau-Évrard                                                | Terrasse Émilienne-Moreau-Évrard                       | 13e            | 2013                 |
| Michèle Morgan                                                         | Passerelle Michèle-Morgan                              | 10e            | 2024                 |
| Marguerite Moret                                                       | Rue Marguerite-Moret                                   | 11e            | 2024                 |
| Grace Hopper                                                           | Place Grace-Murray-Hopper                              | 13e            | 2017                 |
| Jeanne Nardal                                                          | Promenade Jane-et-Paulette-Nardal                      | 14e            | 2018                 |
| Paulette Nardal                                                        | Promenade Jane-et-Paulette-Nardal                      | 14e            | 2018                 |
| Irène Némirovsky                                                       | Allée Irène-Némirovsky                                 | 15e            | 2012                 |
| Aurélie Nemours                                                        | Place Aurélie-Nemours                                  | 13e            | 2014                 |
| Ginette Neveu                                                          | Rue Ginette-Neveu                                      | 18e            | 1956                 |
| Marie-José Nicoli                                                      | Place Marie-José-Nicoli                                | 11e            | 2006                 |
| Suzanne Noël                                                           | Allée Suzanne-Noël                                     | 11e, 20e       | 2018                 |
| Chana Orloff                                                           | Rue Chana-Orloff                                       | 19e            | 2013                 |
| Maria Pacôme                                                           | Pont Maria-Pacôme                                      | 10e            | 2024                 |
| Marie Pape-Carpantier                                                  | Rue Marie-Pape-Carpantier                              | 6e             | 1994                 |
| Rosa Parks                                                             | Parvis Rosa-Parks                                      | 19e            | 2015                 |
| Madeleine Pelletier                                                    | Passage Madeleine-Pelletier                            | 13e            | 2019                 |
| Charlotte Perriand                                                     | Allée Charlotte-Perriand                               | 7e             | 2009                 |
| Édith Piaf                                                             | Place Édith-Piaf                                       | 20e            | 1978                 |
| Thérèse Pierre                                                         | Promenade Thérèse-Pierre                               | 17e            | 2019                 |
| Christine de Pizan                                                     | Rue Christine-de-Pisan                                 | 17e            | 1985                 |
| Germaine Poinso-Chapuis                                                | Rue Germaine-Poinso-Chapuis                            | 18e            | 2017                 |
| Diane de Poitiers                                                      | Allée Diane-de-Poitiers                                | 19e            | 1975                 |
| Anna Politkovskaïa                                                     | Avenue Anna-Politkovskaïa                              | 12e            | 2013                 |
| Maï Politzer                                                           | Rue Georges-et-Maï-Politzer                            | 12e            | 1998                 |
| Marguerite Porete                                                      | Place Marguerite-Porete                                | 4e             | 2024                 |
| Rosemonde Pujol                                                        | Promenade Rosemonde-Pujol                              | 17e            | 2019                 |
| Andrée Putman, née Christine Aynard                                    | Rue Andrée-Putman                                      | 17e            | 2019                 |
| Marie de Rabutin-Chantal, marquise de Sévigné                          | Rue Madame-de-Sévigné                                  | 3e, 4e         | 1867 / 2023          |
| Madeleine Rebérioux                                                    | Rue Madeleine-Rebérioux                                | 18e            | 2014                 |
| Juliette Récamier                                                      | Rue Juliette-Récamier                                  | 7e             | 1907 / 2019          |
| Marie de Régnier, née Marie de Heredia                                 | Impasse Marie-de-Régnier                               | 16e            | 2006                 |
| Cheikha Remitti                                                        | Place Cheikha-Remitti                                  | 18e            | 2019                 |
| Madeleine Renaud                                                       | Place Madeleine-Renaud-et-Jean-Louis-Barrault          | 15e            | 2008                 |
| Rosalie Rendu                                                          | Avenue de la Sœur-Rosalie                              | 13e            | 1868                 |
| Mireille Renouvin, née Mireille Tronchon                               | Place Mireille-et-Jacques-Renouvin                     | 6e             | 2015                 |
| Mary Reynolds                                                          | Allée Mary-Reynolds                                    | 14e            | 2023                 |
| Catherine Rich, née Catherine Renaudin                                 | Allée Claude-et-Catherine-Rich                         | 6e             | 2023                 |
| Germaine Richier                                                       | Rue Germaine-Richier                                   | 13e            | 2017                 |
| Madeleine Riffaud                                                      | Place Madeleine-Riffaud                                | 19e            | 2025                 |
| Emmanuelle Riva                                                        | Passerelle Emmanuelle-Riva                             | 10e            | 2022                 |
| Marguerite de Rochechouart                                             | Boulevard Marguerite-de-Rochechouart                   | 9e, 18e        | 1864 / 2019          |
| Marguerite de Rochechouart                                             | Rue Marguerite-de-Rochechouart                         | 9e             |                      |
| Françoise-Athénaïs de Rochechouart de Mortemart, marquise de Montespan | Avenue de Montespan                                    | 16e            | 1979                 |
| Claude Rodier                                                          | Rue Claude-Rodier                                      | 9e             | 2024                 |
| Amália Rodrigues                                                       | Promenade Amalia-Rodrigues                             | 19e            | 2010                 |
| Marie Rogissart                                                        | Passage Marie-Rogissart                                | 12e            | 2018                 |
| Jacqueline de Romilly                                                  | Placette Jacqueline-de-Romilly                         | 5e             | 2016                 |
| Odette Rosenstock                                                      | Place Moussa-et-Odette-Abadi                           | 12e            | 2008                 |
| Sophie Rostopchine, comtesse de Ségur                                  | Allée de la Comtesse-de-Ségur                          | 8e             | 1978                 |
| Clémence Royer                                                         | Rue Clémence-Royer                                     | 1er            | 1904                 |
| Sonia Rykiel                                                           | Allée Sonia-Rykiel                                     | 6e             | 2018                 |
| Germaine Sablon                                                        | Promenade Germaine-Sablon                              | 13e            | 2022                 |
| Milena Salvini                                                         | Place Milena-Salvini                                   | 13e            | 2023                 |
| George Sand, née Aurore Dupin                                          | Rue George-Sand                                        | 16e            | 1886                 |
| George Sand, née Aurore Dupin                                          | Villa George-Sand                                      | 16e            | 1913                 |
| Marielle de Sarnez                                                     | Place Marielle-de-Sarnez                               | 14e            | 2024                 |
| Nathalie Sarraute                                                      | Esplanade Nathalie-Sarraute                            | 18e            | 2013                 |
| Marie-Joséphine de Savoie, comtesse de Provence                        | Rue Madame                                             | 6e             | 1790                 |
| Marie-Louise-Thérèse de Savoie-Carignan, princesse de Lamballe         | Avenue de Lamballe                                     | 16e            | 1925                 |
| Marie de Saxe-Cobourg-Gotha, reine de Roumanie                         | Promenade Marie-de-Roumanie                            | 7e             | 2019                 |
| Maria Schneider                                                        | Passerelle Maria-Schneider                             | 10e            | 2025                 |
| Romy Schneider                                                         | Rue Romy-Schneider                                     | 18e            | 2013                 |
| Huguette Schwartz                                                      | Rue Huguette-Schwartz                                  | 14e            | 2013                 |
| Dulcie September                                                       | Place Dulcie-September                                 | 10e            | 1997                 |
| Delphine Seyrig                                                        | Rue Delphine-Seyrig                                    | 19e            | 2009                 |
| Nafissa Sid Cara                                                       | Passage Nafissa-Sid-Cara                               | 19e            | 2005                 |
| Simone Signoret, née Simonne Kaminker                                  | Promenade Signoret-Montand                             | 19e            | 1998                 |
| Marthe Simard                                                          | Place Marthe-Simard                                    | 14e            | 2011                 |
| Adrienne Simon                                                         | Villa Adrienne-Simon                                   | 14e            | 1931                 |
| Nina Simone                                                            | Allée Nina-Simone                                      | 12e            | 2013                 |
| Mère Marie Skobtsova, née Élisabeth Iourievna Pilenko                  | Rue Mère-Marie-Skobtsov                                | 15e            | 2013                 |
| Stefa Skurnik, née Régine Lemberger                                    | Allée Stefa-Skurnik                                    | 11e, 20e       | 2018                 |
| Susan Sontag                                                           | Passage Susan-Sontag                                   | 19e            | 2014                 |
| Agnès Sorel ?                                                          | Avenue de la Dame-Blanche                              | 12e            |                      |
| Agnès Sorel ?                                                          | Route de la Dame-Blanche                               | 12e            |                      |
| Diana Spencer, princesse de Galles                                     | Place Diana                                            | 16e            | 2019                 |
| Germaine de Staël, née Germaine Necker                                 | Rue Germaine-de-Staël                                  | 15e            | 1885 / 2019          |
| Gilberte Steg                                                          | Place Ady-et-Gilberte-Steg                             | 12e            | 2024                 |
| Gertrude Stein                                                         | Place Gertrude-Stein                                   | 12e            | 2013                 |
| Daniel Stern, née Marie de Flavigny                                    | Rue Daniel-Stern                                       | 15e            | 1907                 |
| Marie Stuart, reine d'Écosse et reine de France                        | Rue Marie-Stuart                                       | 2e             | 1809                 |
| Astrid de Suède, reine des Belges                                      | Place de la Reine-Astrid                               | 8e             | 1936                 |
| Maya Surduts                                                           | Allée Maya-Surduts                                     | 11e            | 2017                 |
| Laure Surville                                                         | Rue Laure-Surville                                     | 15e            | 1912                 |
| Gaby Sylvia                                                            | Rue Gaby-Sylvia                                        | 11e            | 1990                 |
| Germaine Tailleferre                                                   | Rue Germaine-Tailleferre                               | 19e            | 1999                 |
| Gerda Taro                                                             | Rue Gerda-Taro                                         | 13e            | 2019                 |
| Mère Teresa, née Anjezë Gonxhe Bojaxhiu                                | Rue Mère-Teresa                                        | 17e            | 2013                 |
| Rita Thalmann                                                          | Allée Rita-Thalmann                                    | 13e            | 2016                 |
| Anne-Josèphe Théroigne de Méricourt                                    | Rue Théroigne-de-Méricourt                             | 13e            | 2015                 |
| Édith Thomas                                                           | Place Édith-Thomas                                     | 14e            | 2019                 |
| Louise Thuliez                                                         | Rue Louise-Thuliez                                     | 19e            | 1974                 |
| Françoise Trannoy                                                      | Place André-et-Françoise-Trannoy                       | 13e            | 2023                 |
| Thérèse Tréfouël                                                       | Place Jacques-et-Thérèse-Tréfouël                      | 15e            | 1987                 |
| Elsa Triolet, née Ella Yourevna Kagan                                  | Allée Elsa-Triolet                                     | 1er            | 2013                 |
| Flora Tristan                                                          | Place Flora-Tristan                                    | 14e            | 2003                 |
| Tina Turner                                                            | Place Tina-Turner                                      | 13e            | 2025                 |
| Marie-Claude Vaillant-Couturier                                        | Place Marie-Claude-Vaillant-Couturier-et-Pierre-Villon | 4e             | 2009                 |
| Suzanne Valadon                                                        | Place Suzanne-Valadon                                  | 18e            | 1961                 |
| Rose Valland                                                           | Passage Rose-Valland                                   | 17e            | 2016                 |
| Marguerite de Valois-Angoulême, reine de Navarre                       | Place Marguerite-de-Navarre                            | 1er            | 1985                 |
| Marie Vassilieff                                                       | Villa Marie-Vassilieff                                 | 15e            | 2004                 |
| Cora Vaucaire                                                          | Rue Cora-Vaucaire                                      | 18e            | 2017                 |
| Clotilde de Vaux                                                       | Rue Clotilde-de-Vaux                                   | 11e            | 1978                 |
| Simone Veil                                                            | Place de l'Europe - Simone Veil                        | 8e             | 2017                 |
| Marcelle Vergara                                                       | Place Paul-et-Marcelle-Vergara                         | 1er            | 2025                 |
| Denise Vernay                                                          | Allée Denise-Vernay                                    | 6e             | 2016                 |
| Victoria, reine du Royaume-Uni                                         | Avenue Victoria                                        | 1er, 4e        | 1855                 |
| Maria Helena Vieira da Silva                                           | Rue Maria-Helena-Vieira-da-Silva                       | 14e            | 2013                 |
| Élisabeth Vigée Le Brun                                                | Rue Élisabeth-Vigée-Le-Brun                            | 15e            | 1890 / 2019          |
| Yvette Vincent-Alleaume                                                | Place Yvette-Vincent-Alleaume                          | 12e            | 2020                 |
| Célestine-Gabrielle de Vintimille du Luc                               | Rue de Vintimille                                      | 9e             | 1844                 |
| Renée Vivien                                                           | Place Renée-Vivien                                     | 3e             | 2007                 |
| Simone Weil                                                            | Rue Simone-Weil                                        | 13e            | 1993                 |
| Louise Weiss                                                           | Rue Louise-Weiss                                       | 13e            | 1988                 |
| Cyla Wiesenthal                                                        | Place Simon-et-Cyla-Wiesenthal                         | 10e            | 2016                 |
| Jeannine Worms                                                         | Allée Jeannine-Worms                                   | 8e             | 2018                 |
| Marguerite Yourcenar                                                   | Allée Marguerite-Yourcenar                             | 15e            | 1995                 |
| Pān Yuliang                                                            | Place Pan-Yuliang                                      | 3e             | 2025                 |
| Madeleine Zillhardt                                                    | Place Louise-Catherine-Breslau-et-Madeleine-Zillhardt  | 6e             | 2018                 |

### Familles de propriétaires
Les voies suivantes portent le nom de la propriétaire, de l'épouse ou de la fille du propriétaire du terrain sur lequel elles ont été ouvertes.
| Voie                   | Éponyme                                                         | Arrondissement |
| ---------------------- | --------------------------------------------------------------- | -------------- |
| Cité Adrienne          | Adrienne, fille du propriétaire                                 | 20e            |
| Villa Adrienne         | Adrienne Desmont, propriétaire                                  | 14e            |
| Passage Alexandrine    | Alexandrine Lepeu, fille du propriétaire                        | 11e            |
| Square Alice           | Alice Pelletier, propriétaire                                   | 14e            |
| Villa Amalia           | Amalia Ravel, fille du propriétaire                             | 19e            |
| Rue Amélie             | Amélie Pihan de Laforest, fille du propriétaire                 | 7e             |
| Villa Amélie           | Amélie, épouse du propriétaire                                  | 20e            |
| Rue Berthe             | Berthe, fille du propriétaire                                   | 18e            |
| Cité Blanche           | Blanche, fille du propriétaire                                  | 14e            |
| Rue Blanche-Antoinette | Parente du propriétaire                                         | 19e            |
| Rue Caroline           | Caroline, épouse du propriétaire                                | 17e            |
| Rue Constance          | Constance, selon les vœux du propriétaire                       | 18e            |
| Passage des Deux-Sœurs | Sœurs Deveau                                                    | 9e             |
| Rue Émélie             | Émélie, épouse du propriétaire                                  | 19e            |
| Rue Ernestine          | Ernestine, épouse du propriétaire                               | 18e            |
| Allée Eugénie          | Eugénie                                                         | 15e            |
| Villa Flore            | Flore Brégère, épouse du propriétaire                           | 16e            |
| Rue Gabrielle          | Gabrielle, épouse du propriétaire                               | 18e            |
| Rue Geoffroy-Marie     | Geoffroy et Marie, couple de propriétaires                      | 9e             |
| Villa Georgina         | Georgina, fille du propriétaire                                 | 20e            |
| Rue Joséphine          | Joséphine                                                       | 18e            |
| Rue Laurence-Savart    | Laurence Savart, fille du propriétaire                          | 20e            |
| Villa Léone            | Léone                                                           | 14e            |
| Rue Léontine           | Léontine                                                        | 15e            |
| Passage Lisa           | Lisa Driancourt, fille du propriétaire                          | 9e             |
| Square Louise-et-Tony  | ?                                                               | 14e            |
| Rue Sainte-Léonie      | Léonie, fille du propriétaire                                   | 14e            |
| Rue Malar              | Madame Tiby, veuve Malar, propriétaire                          | 7e             |
| Cité Marie             | Marie, fille du propriétaire                                    | 17e            |
| Impasse Marie-Blanche  | Marie-Blanche, fille du propriétaire                            | 18e            |
| Rue Marie-Rose         | Marie-Rose                                                      | 14e            |
| Rue Marie-et-Louise    | Marie Dubois et Louise Dubois, filles du propriétaire           | 10e            |
| Rue Myrha              | Myrha Biron, fille du maire de l'ancienne commune de Montmartre | 18e            |
| Route Odette           | Odette                                                          | 12e            |
| Villa Virginie         | ?                                                               | 14e            |

### Religion
Les voies suivantes portent le nom d'une sainte chrétienne (parfois par l'intermédiaire de la proximité d'une ancienne communauté religieuse).
| Voie                           | Éponyme                       | Arrondissement | Date                   |
| ------------------------------ | ----------------------------- | -------------- | ---------------------- |
| Passage Sainte-Anne-Popincourt | Sainte Anne                   | 11e            | 1839                   |
| Rue Sainte-Anne                | Sainte Anne / Anne d'Autriche | 1er, 2e        | 1633                   |
| Rue Sainte-Apolline            | Sainte Apolline d'Alexandrie  | 2e, 3e         | Avant 1672             |
| Passage Sainte-Avoie           | Sainte Avoye de Sicile        | 3e             | 1828                   |
| Rue Sainte-Cécile              | Sainte Cécile de Rome         | 9e             |                        |
| Passage Sainte-Élisabeth       | Sainte Élisabeth de Hongrie   | 3e             |                        |
| Rue Sainte-Élisabeth           | Sainte Élisabeth de Hongrie   | 3e             | 1807                   |
| Avenue Sainte-Eugénie          | Sainte Eugénie de Rome        | 15e            | Après 1860             |
| Rue Sainte-Félicité            | Sainte Félicité de Rome       | 15e            | 1965                   |
| Place Sainte-Geneviève         | Sainte Geneviève de Paris     | 5e             | XIVe siècle            |
| Impasse Sainte-Henriette       | Sainte Henriette              | 18e            | 1953                   |
| Rue Sainte-Isaure              | Sainte Isaure                 | 18e            | 1867                   |
| Rue Sainte-Lucie               | Sainte Lucie de Syracuse      | 15e            | XIXe siècle            |
| Rue de la Madone               | Sainte Marie                  | 18e            | Avant le XVIIIe siècle |
| Avenue Sainte-Marie            | Sainte Marie                  | 12e            |                        |
| Villa Sainte-Marie             | Sainte Marie                  | 20e            | 1907                   |
| Impasse Sainte-Marthe          | Sainte Marthe de Béthanie     | 10e            | 1959                   |
| Place Sainte-Marthe            | Sainte Marthe de Béthanie     | 10e            | 1996                   |
| Rue Sainte-Marthe              | Sainte Marthe de Béthanie     | 10e            | 1877                   |
| Rue de la Jussienne            | Sainte Marie l'Égyptienne     | 2e             | Avant le XVe siècle    |
| Place Sainte-Opportune         | Sainte Opportune de Montreuil | 1er            |                        |
| Rue Sainte-Opportune           | Sainte Opportune de Montreuil | 1er            |                        |

### Divers
Parmi les autres voies faisant référence à une ou plusieurs femmes, essentiellement des communautés de religieuses :
| Voie                                 | Éponyme                                                                       | Arrondissement | Date                  |
| ------------------------------------ | ----------------------------------------------------------------------------- | -------------- | --------------------- |
| Rue de la Reine-Blanche              | Îlot de la Reine Blanche, référence probable à Marguerite de Provence         | 13e            |                       |
| Route des Dames                      | Religieuses de l'abbaye de Montmartre                                         | 12e            |                       |
| Rue des Dames                        | Religieuses de l'abbaye de Montmartre                                         | 17e            | 1864                  |
| Rue des Nonnains-d'Hyères            | Religieuses de l'abbaye Notre-Dame d'Yerres                                   | 4e             |                       |
| Passage des Abbesses                 | Abbesses de l'abbaye de Montmartre                                            | 18e            | 1873                  |
| Place des Abbesses                   | Abbesses de l'abbaye de Montmartre                                            | 18e            | 1867                  |
| Rue des Abbesses                     | Abbesses de l'abbaye de Montmartre                                            | 18e            | 1867                  |
| Boulevard des Capucines              | Religieuses du couvent des Capucines                                          | 2e, 9e         | Avant 1885            |
| Rue des Capucines                    | Religieuses du couvent des Capucines                                          | 2e             | 1881                  |
| Rue des Feuillantines                | Religieuses des Feuillantines                                                 | 5e             | 1864                  |
| Boulevard des Filles-du-Calvaire     | Bénédictines de Notre-Dame du Calvaire                                        | 11e            |                       |
| Rue des Filles-du-Calvaire           | Bénédictines de Notre-Dame du Calvaire                                        | 3e             | 1698                  |
| Rue des Filles-Saint-Thomas          | Religieuses du couvent des Filles-Saint-Thomas                                | 2e             | XVIIIe siècle         |
| Rue des Fillettes                    | Lieu-dit des Fillettes                                                        | 18e            | XVIIIe siècle         |
| Rue des Haudriettes                  | Haudriettes                                                                   | 3e             | 1881                  |
| Rue des Hospitalières-Saint-Gervais  | Religieuses hospitalières de Sainte-Anastase (ou hospitalières Saint-Gervais) | 4e             | XIXe siècle           |
| Rue des Lavandières-Sainte-Opportune | Lavandières / Opportune de Montreuil                                          | 1er            | Avant le XIIIe siècle |
| Passage des Lingères                 | Lingères                                                                      | 1er            | 1985                  |
| Rue Sainte-Anastase                  | Religieuses hospitalières de Sainte-Anastase (ou hospitalières Saint-Gervais) | 3e             | 1620                  |